# 李石基

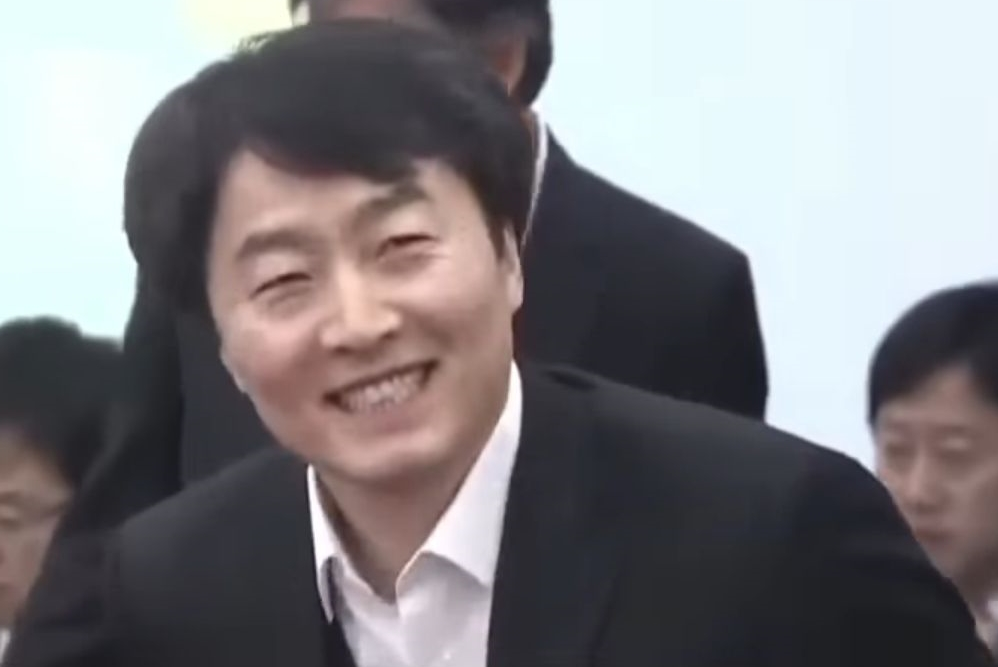
李石基

李石基（韓語：이석기，1962年2月2日—），韓國政治人物，出身全羅南道，韓國外國語大學畢業，代表前亲北政黨統合进步黨擔任韓國國會第19屆國會議員。立場為親北韓政權，拒唱韓國國歌《愛國歌》。

## 涉嫌策動內亂
2013年8月28日，韓國國家情報院指控李石基涉有「內亂陰謀罪」嫌疑。根據韓國國家情報院所聲稱，涉案人員創立了一個「革命組織」（Revolutionary Organization），李石基可能是負責人。每次秘密聚會時，都會齊唱《赤旗歌》和《革命同志歌》等北韓革命歌曲。從國情院掌握的錄音資料中發現，李石基曾在一次聚會上稱「預備緊急情況，需要準備槍支」。以李石基為首的地下組織（RO，Revolutionary Organization）成員達130多名，由他帶頭舉行祕密聚會，他們在聚會時謀劃破壞韓國通信和儲油等核心設施。據韓聯社報導，這是韓國調查機構時隔30多年首次處理涉嫌內亂陰謀的案件，尤其是作為在職的國會議員受到類似類調查實屬罕見。而國家情報院是否利用此案擴權干政的行為也受到討論。
2013年9月4日下午，韓國國會就「李石基逮捕同意案」進行表決，隨後在289名國會議員表決下，以258票贊成通過了對李石基的逮捕同意案。9月26日，韓國檢方以「密謀推翻政府」起訴李石基。
2014年2月17日，韓國水原地方法院以涉嫌策動內亂在判處李石基12年有期徒刑，剝奪國會議員資格10年，成為韓國1980年代推動民主化後，首位遭判處叛國罪的國會議員。
2014年12月19日，韓國憲法法院12月19日裁定，解散具有親朝鮮（北韓）背景的在野黨「統合進步黨」，撤銷該黨5名國會議員的議員資格。在韓國憲政史上，憲法法院宣佈解散特定政黨尚屬首次。憲法法院裁定認為，按照統合進步黨的建黨理念，該黨試圖通過行使武力顛覆韓國的自由民主主義體制，並試圖修改韓國憲法，違反了民主主義的基本秩序。憲法法院還提及統合進步黨議員李石基組織的祕密集會，證實李石基為首的祕密組織計劃在戰爭爆發時與朝方合作，對韓國採取武力行動。因此，在解散該政黨的同時，撤銷李石基等統合進步黨議員的議員資格。
李石基被判刑后羁押于大田监狱，2021年12月24日获假释出狱。

## 外部連結
- 韓親朝議員遭逮捕 引發情治機關改革辯論 （页面存档备份，存于）